# التهاب الجراب الحرقفي القطني
التهاب الجراب الحرقفي القطني (بالإنجليزية: Iliopsoas bursitis)‏ هو التهابُ الجراب (الكيس الزليلي) الذي يقعُ بين العضلة القطنية ومفصل الورك، ويكون إلى جانب الأوعية الدموية الفخذية. يظهر الألم في نفس المنطقة ويزداد سوءًا مع مد مفصل الورك.